# Willis Bouchey
William Bouchey (* 24. Mai 1907 in Michigan; † 26. August 1977 in Burbank, Kalifornien) war ein US-amerikanischer Schauspieler.

## Leben
Seine erste Rolle in einem Film spielte Bouchey 1951 in der Komödie Cornelia tut das nicht. Neben Anne Francis und Clifton Webb stellte der vormalige Theaterschauspieler in einer Nebenrolle den Dr. Brenner dar. Bouchey war Mitglied von John Fords Stock Company und spielte in mehreren Filmen des Regisseurs, wie Der letzte Befehl oder Zwei ritten zusammen.
In Sam Fullers Polizei greift ein, aus dem Jahr 1953, spielte Bouchey die Rolle des FBI-Agenten Zara.
Neben seiner Arbeit beim Film trat Bouchey auch im Fernsehen auf. So spielte er in der Serie Perry Mason in 23 Folgen zwischen 1960 und 1966 den Richter und hatte Gastauftritte in verschiedenen Serien wie der Andy Griffith Show und Alfred Hitchcock Presents. Bouchey, der beinahe nur für Nebenrollen engagiert wurde, spielte häufig Autoritätspersonen, wie Richter, Polizisten oder militärische Vorgesetzte.

## Filmografie (Auswahl)
- 1951: Cornelia tut das nicht (Elopement)
- 1952: Budapest antwortet nicht (Assignment – Paris!)
- 1952: Stärker als Ketten (Carbine Williams)
- 1952: Die Maske runter (Deadline – U.S.A.)
- 1952: Versuchung auf 809 (Don't Bother to Knock)
- 1952: Nur für Dich (Just for You)
- 1952: Die goldene Nixe (Million Dollar Mermaid)
- 1952: Endstation Mars (Red Planet Mars)
- 1952: Washington Story
- 1953: Polizei greift ein (Pickup on South Street)
- 1953: Durch die gelbe Hölle (Destination Gobi)
- 1953: Gefährliche Überfahrt (Dangerous Crossing)
- 1953: Verdammt in alle Ewigkeit (From Here to Eternity)
- 1953: Heißes Eisen (The Big Heat)
- 1953: Gefährtin seines Lebens (The President’s Lady)
- 1953: Überfall in Texas (Gun Belt)
- 1954: Ein neuer Stern am Himmel (A Star is Born)
- 1954: Formicula (Them!)
- 1954: Battle of Rogue River
- 1954: Der einsame Adler (Drum Beat)
- 1954: Die Intriganten (Executive Suite)
- 1954: Fireman Save My Child
- 1954: Rauhe Gesellen  (The Violent Men)
- 1954: Der Attentäter (Suddenly)
- 1954: Die Brücken von Toko-Ri (The Bridges at Toko-Ri)
- 1955: Urlaub bis zum Wecken (Battle Cry)
- 1955: Blutgeld (Big House, USA)
- 1955: Blutige Straße (Hell on Frisco Bay)
- 1955: Die Ratten von Chicago (I Cover the Underworld)
- 1955: Mit roher Gewalt (The Spoilers)
- 1955: Rookie of the Year
- 1955: Mit Leib und Seele (The Long Gray Line)
- 1955: Wolkenstürmer (The McConnell Story)
- 1956: Dem Tode entronnen  (Pillars of the Sky)
- 1956: Mein Engel und ich (Forever Darling)
- 1956: Johnny Concho
- 1956: Magnificent Roughnecks
- 1957: Schöne Frauen, harte Dollars (Beau James)
- 1957: Dem Adler gleich (The Wings of Eagles)
- 1957: Mister Cory
- 1957: Ums nackte Leben (The Garment Jungle)
- 1957: The Last Stagecoach West
- 1957: The Night Runner
- 1957: Tot oder lebendig  (Last of the Badmen)
- 1957: 714 antwortet nicht (Zero Hour!)
- 1958: Von Panzern überrollt (Darby's Rangers)
- 1958: In Colorado ist der Teufel los (The Sheepman)
- 1958: Das letzte Hurra (The Last Hurrah)
- 1959: Auf der Kugel stand kein Name (No Name on the Bullet)
- 1959: Der letzte Befehl (The Horse Soldiers)
- 1960: Der schwarze Sergeant (Sergeant Rutledge)
- 1961: Flieh oder stirb (You Have to Run Fast)
- 1961: Die unteren Zehntausend (Pocketful of Miracles)
- 1961: Reiter der Vergeltung (Five Guns to Tombstone)
- 1961: Zwei ritten zusammen (Two Rode Together)
- 1962: Der Mann, der Liberty Valance erschoß (The Man Who Shot Liberty Valance)
- 1962: Flashing Spikes
- 1962: Das war der Wilde Westen (How the West Was Won)
- 1962: Incident in an Alley
- 1962: Panik im Jahre Null (Panic in Year Zero!)
- 1962: Saintly Sinners
- 1964: Cheyenne (Cheyenne Autumn)
- 1964: Wohin die Liebe führt (Where Love Has Gone)
- 1965: McHale’s Navy Joins the Air Force
- 1966: Vierzig Draufgänger (Follow Me, Boys!)
- 1967: Pistolen und Petticoats (Fernsehserie, Folge Grippe und ungebetene Gäste)
- 1967: Heiße Colts in harten Fäusten (Return of the Gunfighter)
- 1969: Auch ein Sheriff braucht mal Hilfe (Support Your Local Sheriff)
- 1969: Der gnadenlose Rächer (Young Billy Young)
- 1969: The Love God?
- 1970: Der "schärfste" aller Banditen (Dirty Dingus Magee)
- 1971: Latigo (Support Your Local Gunfighter)